# Аспіндза
Аспіндза (груз. ასპინძა, вірм. Ասպնջակ) — даба (містечко) у Аспіндзійському муніципалітеті, мхаре Самцхе-Джавахеті, Грузія. Аспіндза є адміністративним центром однойменного муніципалітету. 

## Географія

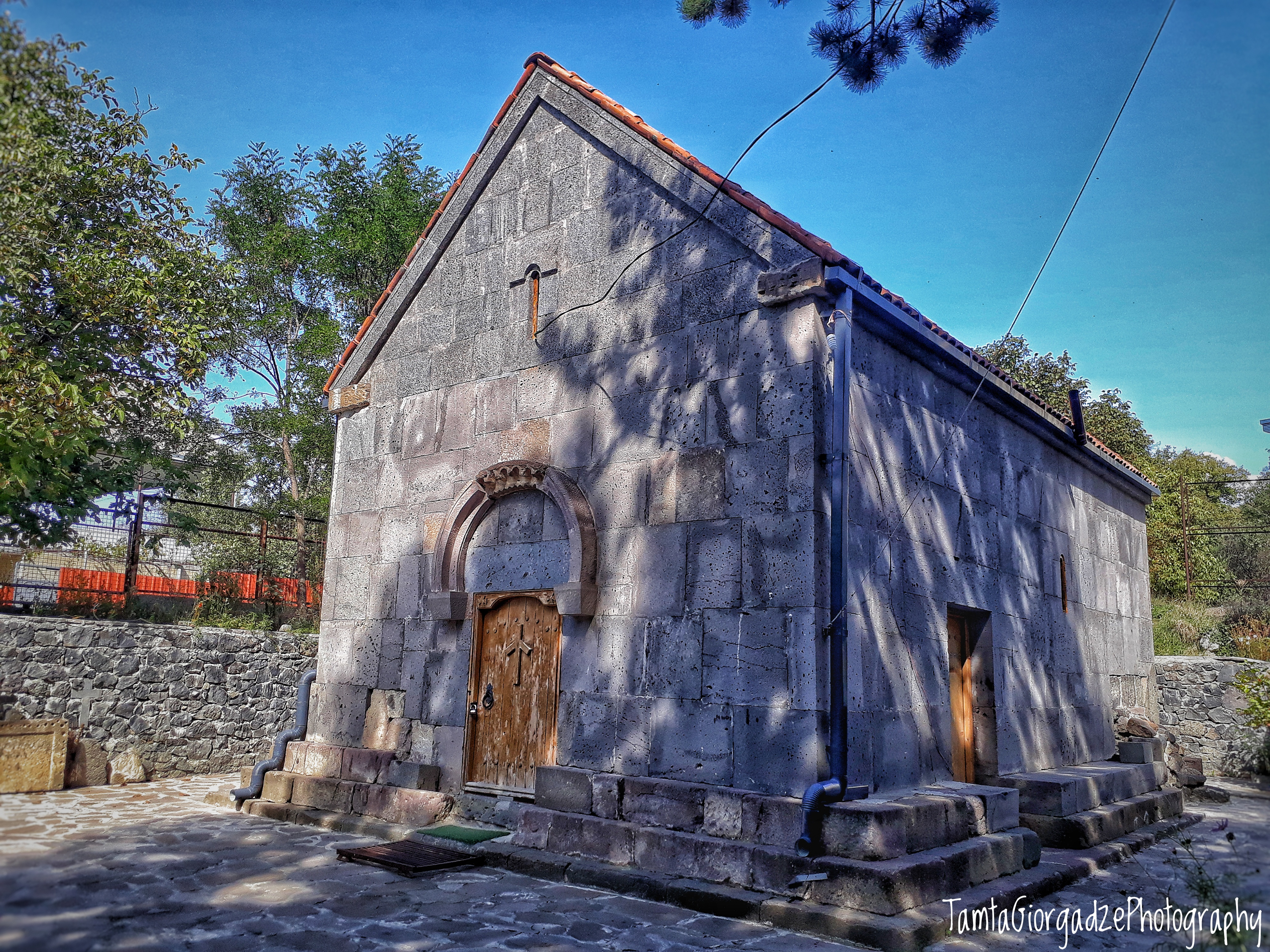
Церква Хвіліша, IV століття

Аспіндза розташована на річці Мткварі, за 240 км від Тбілісі, на трасі Ахалціхе — Ґюмрі, на висоті 1200 м над рівнем моря. Найближча залізнична станція (Ахалціхе) розташована за 34 км на північний захід.

## Історія
Аспіндза була стратегічно важливим місцем у середньовічні часи. 
У 1625 році грузинський полководець Ґіорґі Саакадзе розгромив кизилбашську армію в Аспіндзі. 
1770 року в битві при Аспіндзі Іраклій II переміг на об'єднану армію османів та лезгинів.

## Курорт
Аспіндза є бальнеологічним курортом. Тут є термальні сірчано-водневої хлоридно-натрієво-кальцієві води з 42 °С та мінералізацією 0,9 г/л, які використовують для ванн. На курорті лікують захворювання опорно-рухового апарату, периферичної нервової системи та гінекологічні захворювання.

## Демографія
Чисельність населення Аспіндзи, станом на 2014 року, налічувалося 2 793 мешканців. Більшість мешканців складають грузини, також значна частка вірмен.